# Dominique Cantien
Dominique Cantien, née Sadyn le 13 mars 1954 à Rosendaël (Nord), est une productrice de télévision française,

## Productrice
Elle débute comme assistante à RTL pour Les Grosses Têtes, étant en charge de sélectionner les questions.
En tant que productrice, elle a notamment lancé la carrière de Christophe Dechavanne, Nagui, Frédérique Bedos, Nicolas Hulot, Antoine de Caunes ou Éric Galliano.
Elle crée par la suite sa propre société de production Tao avec Tim Newman en 1998.

## Direction audiovisuelle
- 1987 – 1994 : Directrice des variétés[4] TF1. En juin 1994, elle décide de quitter TF1 pour France 2. « Mon départ de TF1 est l'aboutissement d'une réflexion et un choix fait à partir du moment où un seuil de tolérance est dépassé ». On apprend ultérieurement qu'elle aurait quitté la direction des variétés de TF1 car son compagnon de l'époque, Philippe Douste-Blazy, occupait un poste de ministre au sein du gouvernement Édouard Balladur[5],[6].
- 1994 – 1995 : Directrice artistique de la création sur France 2
- 1995 – 1998 : Directrice des divertissements sur TF1
- 1998 – 1999 : Directrice des programmes de RMC, puis MFM

Elle est maintenant retraitée.

## Vie privée
Elle a eu une liaison avec Claude François, a partagé la vie de Nicolas Hulot pendant neuf ans, puis celle de Philippe Douste-Blazy, entre 1994 et 2006.

## Publication
- Avec eux, Paris, Éditions de la Martinière, 2012, 208 p.  (ISBN 978-2-7324-4734-6)